# Jean Thiault
Jean Thiault, né le 4 février 1927, est un agronome français, ingénieur de l'École nationale supérieure d'horticulture et ingénieur général d'agronomie.

## Biographie
Tout au long d'une carrière tout entière consacrée à l'agriculture, il a en particulier été l'un des pionniers de l'évolution de la production agricole vers des méthodes plus respectueuses de l'environnement. Dès 1967, il a été à l'origine des premières applications grandeur nature de la lutte intégrée dans les vergers. Il a réussi, alors que c'était complètement révolutionnaire, à imposer ce concept qui s'est aujourd'hui généralisé dans les vergers avec la PFI (Production fruitière intégrée). Cette PFI est un système de production mettant en œuvre un ensemble de techniques culturales qui satisfont à la fois les exigences écologiques, économiques et toxicologiques, en vue d'obtenir une récolte d'une qualité optimale.
Jean Thiault est aussi un pionnier dans le domaine de la qualité, à l'origine des premiers travaux sur la mise au point de méthodes objectives permettant de mesurer la qualité des fruits[réf. nécessaire]. L'« indice de Thiault », qui permet de mesurer l'évolution de la maturation des pommes et d'autres fruits, est une mesure de la combinaison des teneurs en sucre et en acide malique : sucre totaux (g/l) + acidité (g/l d’acide malique) × 10[réf. nécessaire]. L'industrie l'utilise comme indicateur de référence pour le degré de maturation des pommes.
Jean Thiault a été pendant dix ans, de 1980 à 1990, chef du Service de la protection des végétaux au ministère de l'Agriculture, puis de 1990 à 1993 adjoint au directeur général de l'Alimentation.
Il a été le président fondateur de Forum de l'agriculture raisonnée respectueuse de l'environnement (FARRE), de 1993 à début 1997. Il a été président fondateur de l'Association française de protection des plantes (AFPP), et a présidé l'Organisation européenne et méditerranéenne pour la protection des plantes (OEPP).
Il est, depuis 1996, membre de l'Académie d'agriculture de France.
Marion Guillou, alors présidente directrice générale de l'INRA, le décrit comme un « homme de terrain, homme de science, homme d’engagement, qui a su combiner l’enthousiasme du jeune agronome en Afrique du Nord, l’obstination du chercheur en matière de protection des plantes, le charisme du responsable de service phytosanitaire rapidement reconnu au niveau international, la sagesse du cultivateur attentif à ses amandiers en Provence ».

## Distinctions
- Chevalier dans l'Ordre national de la Légion d'honneur
- Commandeur du Mérite agricole
- Commandeur de l'Ordre national du Mérite

## Anciennes responsabilités
- 1948-1952 : Chef de cabinet du directeur de l'Agriculture du Maroc
- 1952-1956 : Directeur de l’École d'horticulture de Meknès (Maroc)
- 1957-1965 : Détaché en Algérie auprès des organismes de réforme agraire
- 1966-1976 : Chef de la Division des cultures spéciales du CTGREF (Centre technique du Génie rural et des forêts)
- 1976-1980 : Chef du département des productions agricoles au CTGREF
- 1980-1990 : Chef du service de la Protection des végétaux au ministère de l'Agriculture et du Développement rural
- 1990-1993 : Directeur général adjoint de l'Alimentation au ministère de l'Agriculture et du Développement rural
- 1984-1987 : Président de l'ANPP (Association nationale de la protection des plantes)
- 1988-1994 : Président de l'OEPP (Organisation européenne et méditerranéenne pour la protection des plantes)
- 1993-1997 : Président de FARRE (Forum de l'agriculture raisonnée respectueuse de l'environnement)